# Giorgi Tsintsadze
Giorgi Tsintsadze (en georgiano: გიორგი ცინცაძე; Bukistsije, 1880-Tiflis, 14 de septiembre de 1937) fue un político georgiano del Partido Socialdemócrata de Georgia y miembro de la Asamblea Constituyente de Georgia de 1919 a 1921.

## Biografía
Giorgi Tsintsadze nació en la familia de un sacerdote y recibió su educación secundaria en el Seminario Teológico de Kutaisi. Desde 1900 fue miembro del POSDR y fue arrestado con pretextos políticos. En 1902-1903 fue miembro del Comité de Batumi del POSDR y en 1903-1906 trabajó en el Comité de Guria. Participó activamente en las manifestaciones revolucionarias de Guria, por lo que fue perseguido y en 1906 se vio obligado a abandonar la región. Luego vivió en Sujumi durante varios meses y luego se mudó a San Petersburgo para estudiar. Durante un año y medio estudió en los institutos comerciales de San Petersburgo y Moscú. Después de eso, regresó a Georgia y se mantuvo dando lecciones privadas. Desde 1916 fue profesor de georgiano en un instituto masculino de Tiflis.  
Tsintsadze fue miembro del Consejo Nacional de Georgia y firmó el acta de independencia de Georgia. En este tiempo trabajó en la oficina del presidente del gobierno y fue el secretario personal de Noe Zhordania. Entre 1919 y 1921, Tsintsadze fue elegido miembro de la Asamblea Constituyente de Georgia de la lista del Partido Socialdemócrata de Georgia.   
Se retiró del trabajo del partido debido a una enfermedad cardíaca. Desde el 1 de noviembre de 1921 trabajó como inspector de comedor de la American Aid Administration. Después de un largo período de vigilancia desde 1921 hasta principios de 1922, la Checa arrestó a los empleados del "Comité Americano", entre ellos a Giorgi Tsintsadze, acusados de espionaje y actividades contrarrevolucionarias y de conexión con los mencheviques. El 18 de mayo de 1922 fue condenado a arresto, de donde fue puesto en libertad a los pocos meses. Después de eso, vivió con su familia en el patio del antiguo segundo gimnasio en Tiflis, ganándose la vida de la jardinería y la avicultura. Fue arrestado por segunda vez y el 7 de julio de 1924 fue nuevamente arrestado.   
En 1937 Giorgi Tsintsadze fue capturado nuevamente y sentenciado a ser fusilado el 13 de septiembre. También fueron reprimidos sus familiares: su hermano, Avto Tsintsadze, su esposa, Lidiya Lominadze y su primo Gerasime Majaradze.  